# Richard Henry Beddome
Le Colonel Richard Henry Beddome est un militaire et un naturaliste britannique, né le 11 mai 1830 et mort le 23 février 1911.

## Biographie
Il entre dans l'armée des Indes en 1848. En 1857, il devient conservateur-assistant au service des forêts de Madras, puis en 1860, conservateur en chef, fonction qu'il conserve jusqu'en 1882. Il devient membre de l'université de Madras en 1880.
Il fait de nombreuses herborisations en Inde et à Ceylan.
Il fait paraître Trees of Madras Presidency en 1863 et Handbook of the ferns of British India, Ceylon and Malaya Peninsula en 1892.
Il étudie aussi les reptiles, les amphibiens et les mollusques.